# Kinsabba
Kinsabba, ou Kansaba (كنسبا), est un village du nord-ouest de la Syrie situé dans le gouvernorat de Lattaquié, au nord-est de Lattaquié. Kinsabba comptait selon le recensement de 2004 une population de 514 habitants, tous chrétiens. Avec les 35 villages et hameaux environnants, Kinsabba forme une nahié (canton) de 17 000 habitants, dont le village est le chef-lieu. La majorité de ses habitants de cette nahié sont également chrétiens.

## Géographie
Kinsabba se trouve dans une région de collinesː la ville montagneuse (alaouite) de Slinfah est sise au sud, ainsi que Salma (bourgade sunnite), la ville d'Al-Haffah (chef-lieu du district du même nom, dont près de la moitié des habitants sont sunnites, l'autre alaouite, et 10% sont chrétiens) au sud-ouest, Balloran et Oumm al-Tuyour (bourgade majoritairement turkmène) à l'ouest, Qastal Ma'af (majoritairement alaouite) au nord-ouest, Al-Najiyah au nord-est, Qarqur (grand village au bord de l'Oronte) à l'est et Sirmaniyah au sud-est. Le village se trouve à 635 mètres d'altitude à 4 kilomètres au sud de l'autoroute M4 qui conduit à Jisr al-Choughour.

## Histoire
Pendant la guerre de Syrie, le dernier bastion des rebelles dans le gouvernorat de Lattaquié - la zone de Kinsabba - a été repris par les forces gouvernementales après des combats qui ont eu lieu les 16 et 17 février 2016.